# 幹走電影
《幹走電影》（英語：Steal This Film）是一個於2006年開始的系列電影計畫，電影內容是關於反抗智慧財產權運動的紀錄片，並且以BitTorrent點對點技術協定散佈電影，而非一般電影在戲院放映。目前第一部與第二部已經公開散佈，並且宣稱第三部已經在製作中，預定2008年9月將於美國的戲院上映。波音波音的科利·多克托羅稱該系列電影為「驚奇、有趣、激勵並啟發人心的電影系列」（an amazing, funny, enraging and inspiring documentary series）
。

## 參照
- 禮物經濟
- 海盜灣

## 外部連結
- （英文）《幹走電影》官方網站 （页面存档备份，存于）
- 但唐謨，〈分享是人類的珍寶：《幹走電影》第一部和第二部 （页面存档备份，存于）〉
- 《幹走電影》 （页面存档备份，存于）於Google Video
- （英文）《幹走電影》系列的計畫與戰略 （页面存档备份，存于）
- （英文）海盜灣收藏的.torrent檔案 （页面存档备份，存于）
- （英文）〈《幹走電影》：瑞典盜版運動的紀錄片〉（Steal This Movie: documentary on Swedish piracy movement）於波音波音